# Stegosaurus v populární kultuře

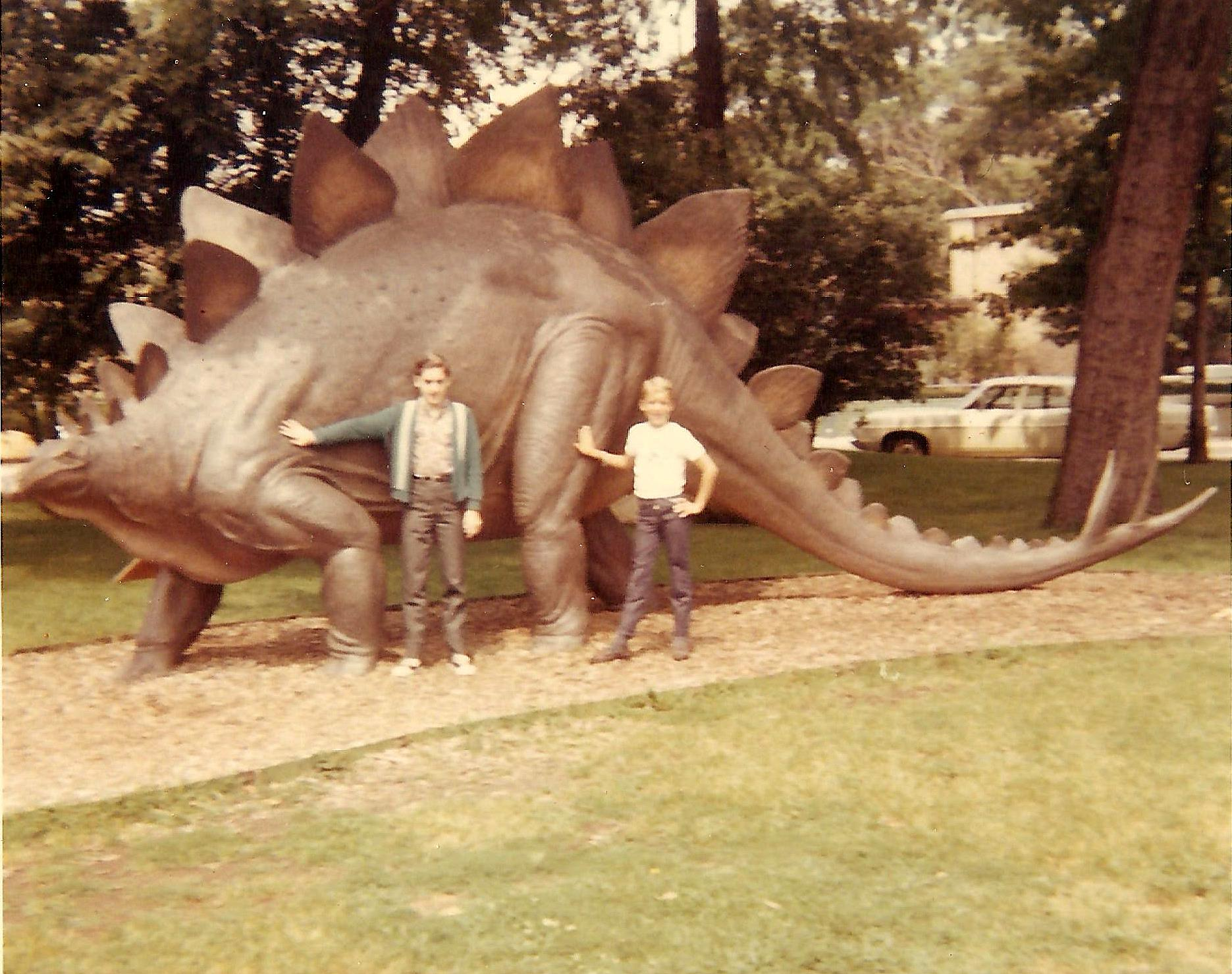
Jeden z prvních modelů stegosaura v životní velikosti; Cleveland, rok 1969.

Stegosaurus byl rod velkého ptakopánvého dinosaura z kladu Thyreophora a čeledi Stegosauridae, žijícího na území dnešní Severní Ameriky a možná také Portugalska v období pozdní jury, asi před 155 až 145 miliony let. 

## Historie
V průběhu doby od svého objevení v 70. letech 19. století se stal jedním z nejznámějších a nejikoničtějších druhohorních dinosaurů. Formálně jej roku 1877 popsal paleontolog Othniel Charles Marsh, který si s jeho podobou a zařazením zpočátku nevěděl příliš rady. Teprve s objevy lépe dochovaných jedinců se ukázalo, jakým dinosaurem vlastně stegosaurus byl. Od té doby se Stegosaurus objevil ve velkém množství knih, filmů i dokumentů, z mnoha lze zmínit například i filmy Cesta do pravěku, Jurský park 2: Ztracený svět, Putování s dinosaury a mnoho dalších. Popularitu stegosaura nadále zvyšují vysoce kvalitní a dobře dochované exempláře, jako je "Sofie" z Přírodovědeckého muzea v Londýně.

## Příčiny popularity

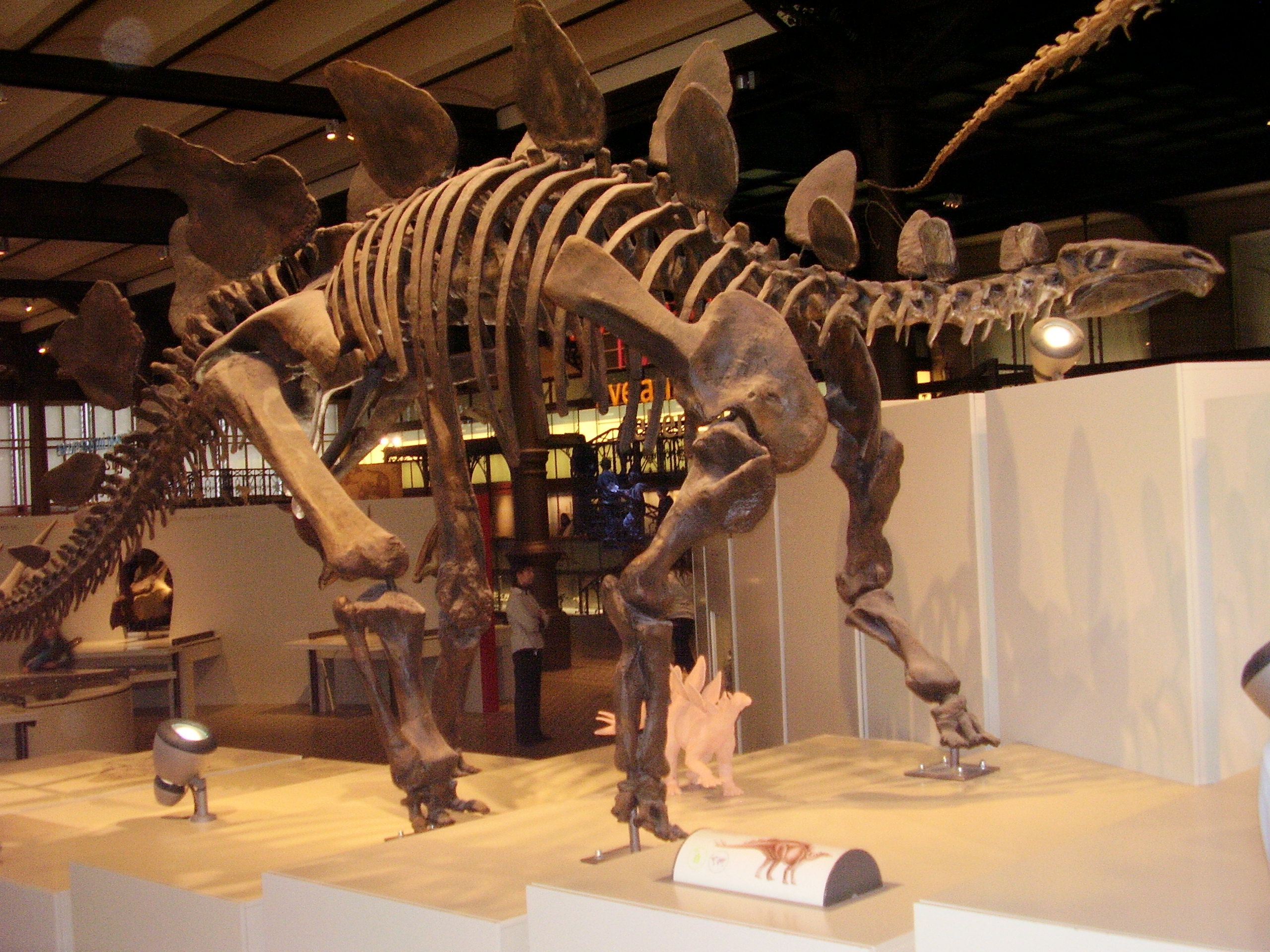
Kostra stegosaura v Přírodovědeckém muzeu v Bruselu.

Popularita tohoto dinosaura je zejména ve Spojených státech tak vysoká, že byl v roce 1982 vyhlášen státním dinosaurem státu Colorado. Představa o vzezření stegosaura se v průběhu doby značně měnila, dnes je však jeho základní tělesný plán - zejména výrazné kosočtvercové hřbetní desky a dlouhé obranné bodce na konci ocasu - velmi povědomý a dobře rozpoznatelný. Ocasním bodcům se začalo neformálně přezdívat "thagomizers", podle děje v komiksu The Far Side z roku 1982. Obranu před dravými teropody zajišťovaly stegosaurům asi 60 až 90 cm dlouhé ocasní trny, sloužící k aktivní a zřejmě velmi efektivní obraně, jak ukazují například i objevy poškozených obratlů dravých alosaurů, nesoucí stopy po bodných zraněních stegosauřími ocasními hroty. Také mýtus o údajném "druhém mozku" stegosaura, který měl být umístěn v jeho pánevní oblasti, byl již vyvrácen. V populární literatuře se spekuluje i o mnoha dalších aspektech tohoto dinosaura, například textuře jeho kůže nebo o jeho někdejším tělesném zápachu. Ačkoliv měli stegosauři drobný mozek, oproti tělu velmi malý, nejednalo se o vyloženě tupá nebo neúspěšná zvířata. Pravděpodobně přežívali po dlouhé miliony let a z hlediska evoluce se tedy jednalo o relativně úspěšný rod dinosaura. Dokázal se efektivně bránit před dravými teropody (například alosaury a ceratosaury) a žil zřejmě v menších skupinách.

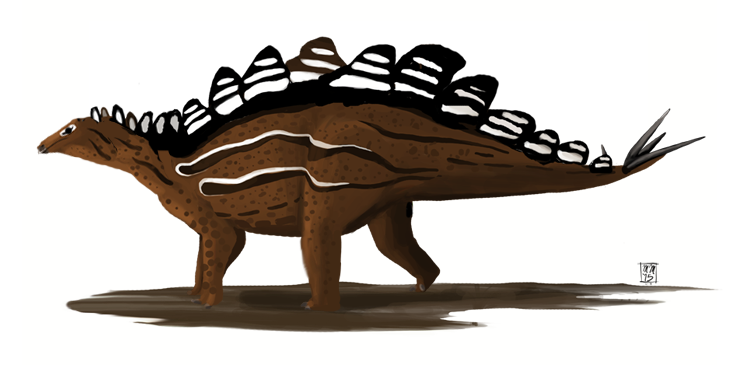
Moderní pojetí vzezření stegosaura.

Rozšíření páteřního kanálu v křížové oblasti, zjištěné u stegosaura v roce 1881 přivedlo badatele na konci 19. a v první polovině 20. století k mylné domněnce, že tito dinosauři byli vybaveni druhým nervovým centrem právě v této oblasti těla. Sekundární "mozek" měl pomáhat s ovládáním ocasu a zadních končetin a posilovat zde funkci vzdáleného mozku v lebce. Tento chybný názor přispíval k popularitě stegosaura. Ve skutečnosti však dinosauři žádný druhý mozek neměli, jedná se patrně jen o rozšíření páteřního kanálu pro umístění glykogenového tělesa - zásobárny polysacharidu glykogenu, známé například u dnešních ptáků.
Ankety ukazují, že i přes výraznou stopu této skupiny vyhynulých tvorů v populární kultuře je celková obeznámenost veřejnosti s ní poměrně špatná. Například bezmála polovina americké dospělé veřejnosti se k roku 2021 stále domnívá, že klasičtí dinosauři (nepočítaje ptáky) stále existují v odlehlých koutech naší planety nebo že dinosauři jako skupina vyhynuli před méně než 10 000 lety. Z průměrných čtyř dinosauřích rodů, na které si respondenti dokázali vzpomenout, se často vyskytoval právě i Stegosaurus.

### Česká literatura
- Socha, Vladimír (2012). Úžasný svět dinosaurů (2. vydání). Triton, Praha. ISBN 978-80-7387-507-7